# Ornithopter

En leksaks-ornithopter.

En ornithopter (från grekiskans ornithos "fågel" och pteron "vinge"), är en flygmaskin som fungerar enligt fågelns flykt med flaxande vingar.
En tidig skiss till en ornithopter gjordes av Leonardo da Vinci (1452-1519), och det första praktiska flygförsöket gjordes av italienaren G. B. Danti 1503 i Perugia, vilket dock misslyckades. Prov med ornithopter i full storlek under senare århundraden har inte heller haft någon framgång. 
År 1995 lyckades Vladimir Toporov bli den första person som gjorde en kontrollerad flygning med en ornithopter. Farkosten fick namnet Giordano.

## References
1. ↑  Bra Böckers lexikon, 1978.

- Wikimedia Commons har media som rör Ornithopter.